# بيثاني إنغلاند
بيثاني إنغلاند (مواليد 3 يونيو 1994) هي لاعبة كرة قدم إنجليزية تلعب في مركز المهاجم في نادي تشيلسي.

## روابط خارجية
- بيثاني إنغلاند على موقع الاتحاد الأوربي (الإنجليزية)
- بيثاني إنغلاند على موقع قاعدة بيانات كرة القدم.إي يو (الإنجليزية)
- بيثاني إنغلاند على موقع Soccerway.com (الإنجليزية)